# Oulad M'Hamed
Oulad M'Hamed  (in arabo اولاد امحمد‎?) è un centro abitato e comune rurale del Marocco situato nella provincia di Settat, regione di Casablanca-Settat. Conta una popolazione di 10 187 abitanti (censimento 2014).